# Burlington House

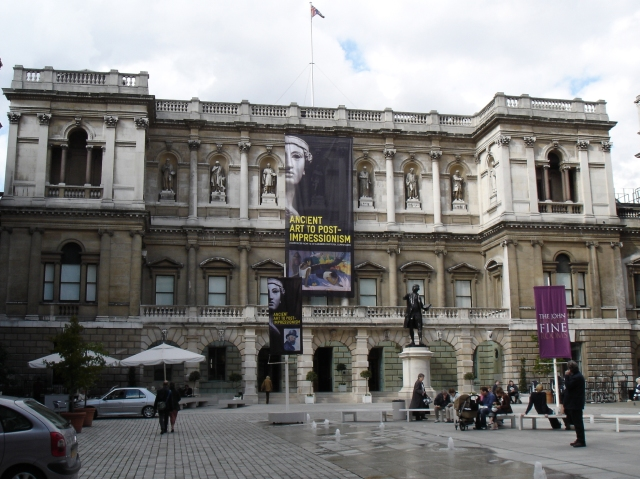
Pati de la Burlington House el 2004

Burlington House és un edifici situat Piccadilly, a la ciutat de Londres. Originàriament va ser una mansió pal·ladiana privada que va ser ampliada a mitjans del segle xix quan va ser adquirida pel govern britànic. L'edifici principal ocupa el costat nord del pati i hostatja la Royal Academy, mentre que altres societats científiques ocupen les altres dues ales. Aquestes societats són::
- La Geological Society of London (Ala Piccadilly-oriental)
- La Societat linneana de Londres (ala oest)
- La Reial Societat Astronòmica (ala oest)
- La Societat d'Antiquaris de Londres (ala Piccadilly-occidental)
- La Reial societat de Química (ala oest)

## Història

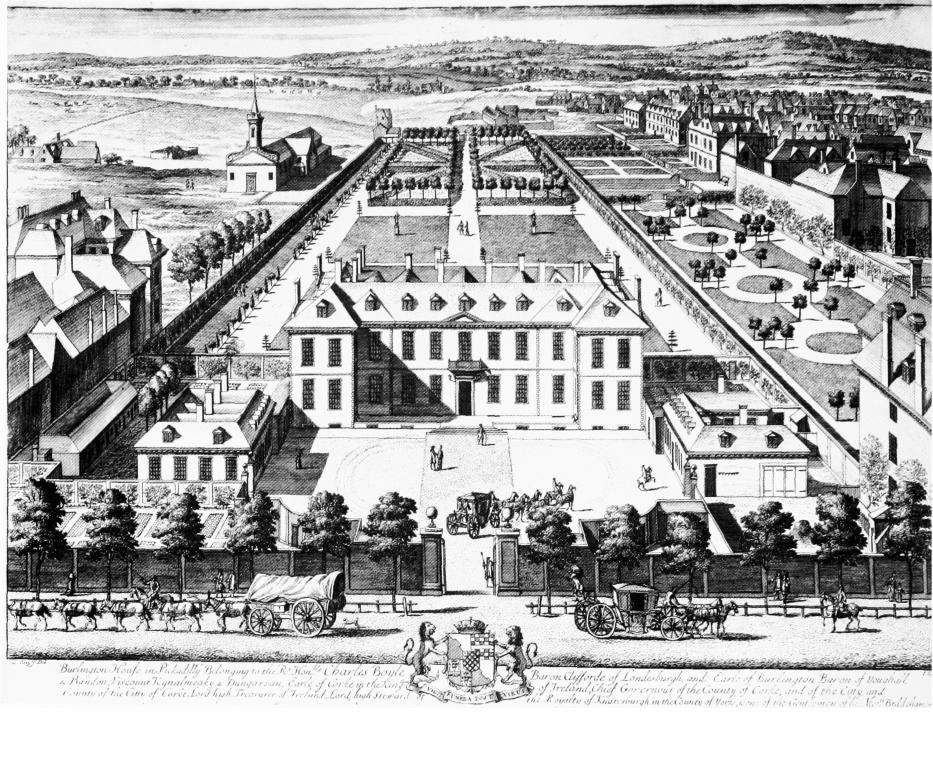
Burlington House cap a 1890

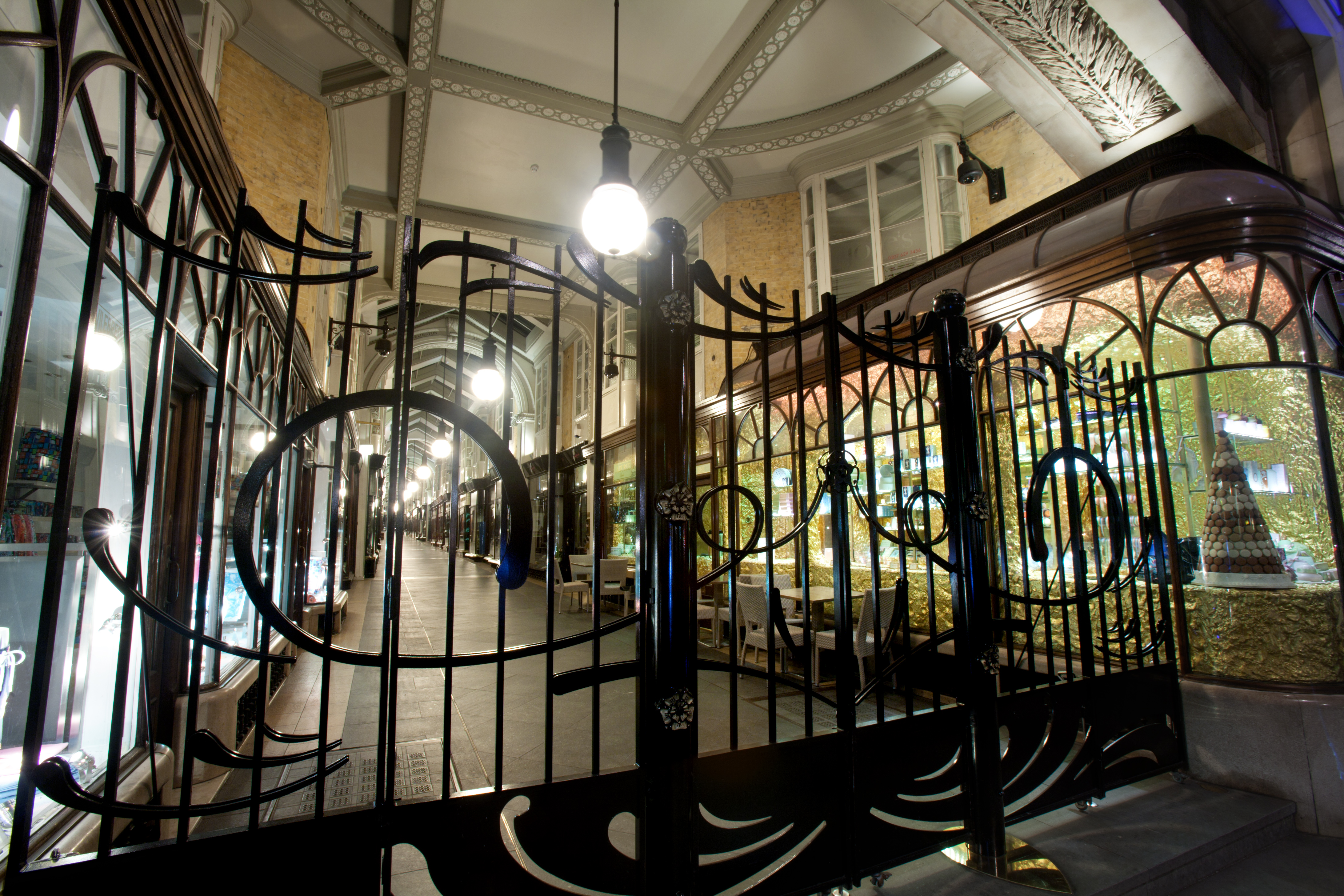
Burlington arcade

La primera versió d'aquesta casa la va fer Sir Jonh Denham el 1665. La casa era de maó roig. La finca va ser comprada el 1667 per Richard Boyle, 1.er Comte de Burlington. Burlington va acabar aquesta casa.
El 1704 la casa passà a les mans de Richard Boyle, 3.er Comte de Burlington, que es va convertir en el promotor de l'arquitectura pal·ladiana a Anglaterra. Sir William Chambers la va qualificar com “Una de les millors peces d'arquitectura”.
El 1717 o el 1718, es va nomenar Colen Campbell per a continuar el projecte que ho va fer en un sentit pal·ladià estricte. William Kent també treballà a la Burlington House.